# Harald Ogris
Harald Ogris (* 17. November 1933 in Wien; † 2. Mai 2025) war ein österreichischer Wasserbauingenieur, Hochschullehrer und Politiker (SPÖ).

## Leben
Harald Ogris absolvierte, nachdem er 1951 maturiert hatte, an der Technischen Universität Wien den Beruf des Ziviltechnikers. 1957 erwarb er den Titel des Diplomingenieurs, 1960 jenen des Doktors.
Ab 1964 arbeitete Ogris als Ziviltechniker im Bauwesen, bis er 1968 Dozent seines Fachs an der Technischen Universität Wien wurde. 1972 wurde er außerordentlicher, ab 1983 ordentlicher Universitätsprofessor am Institut für Konstruktiven Wasserbau. Von 1974 bis 1987 bekleidete Ogris das Amt des Obmanns der Vereinigung Sozialistischer Hochschullehrer.
Im März 1983 wurde er als sozialdemokratisches Mitglied des Bundesrats vereidigt, welchem er acht Jahre lang, bis Dezember 1991, angehören sollte.